# 信義宗教堂 (薩格勒布)

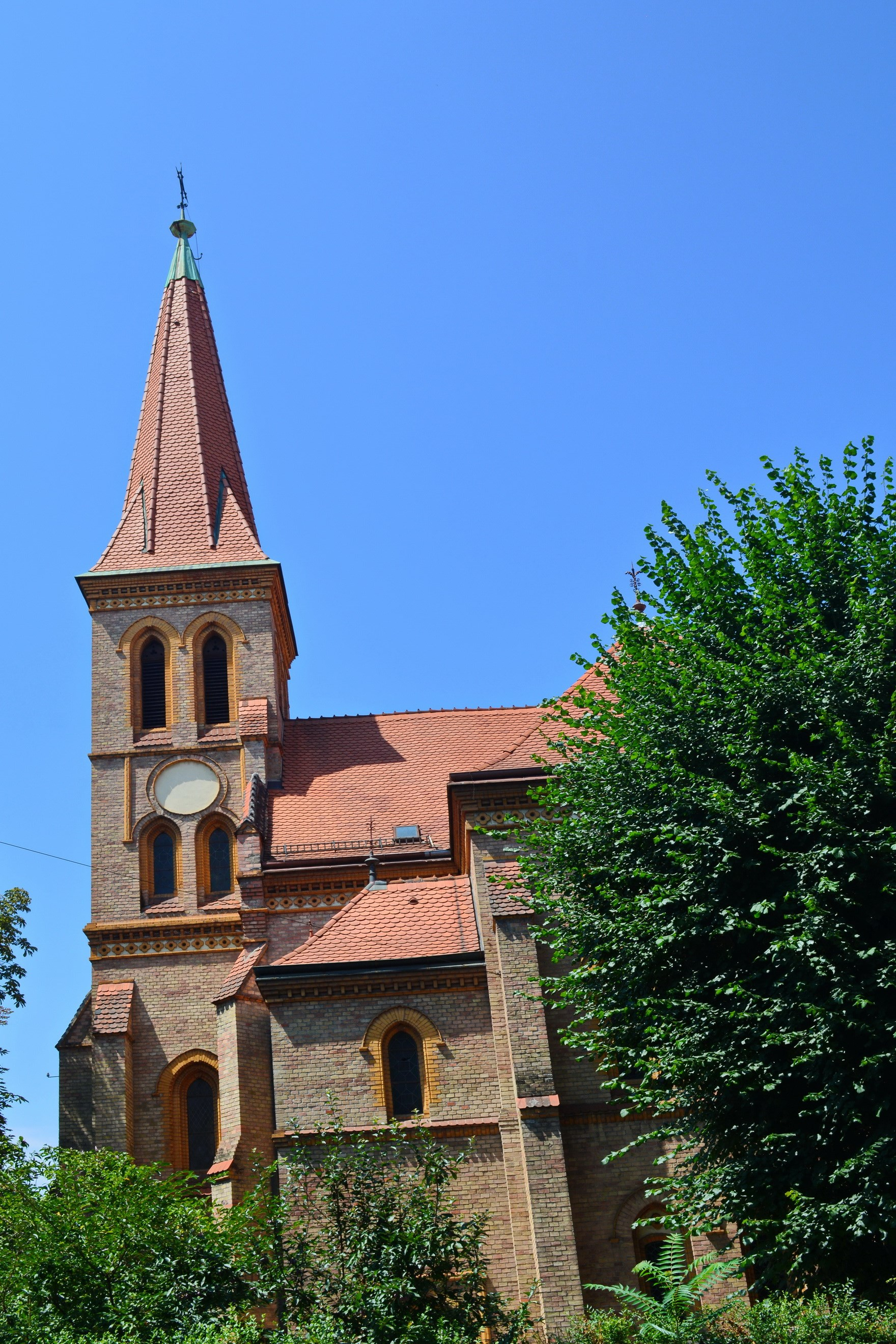
信義宗教堂

信義宗教堂是克羅埃西亞首都薩格勒布的一座教堂，屬於克羅埃西亞信義宗教會。這座教堂地處薩格勒布市中心。信義宗教堂始建於1883年至1884年期間。